# 中性笔

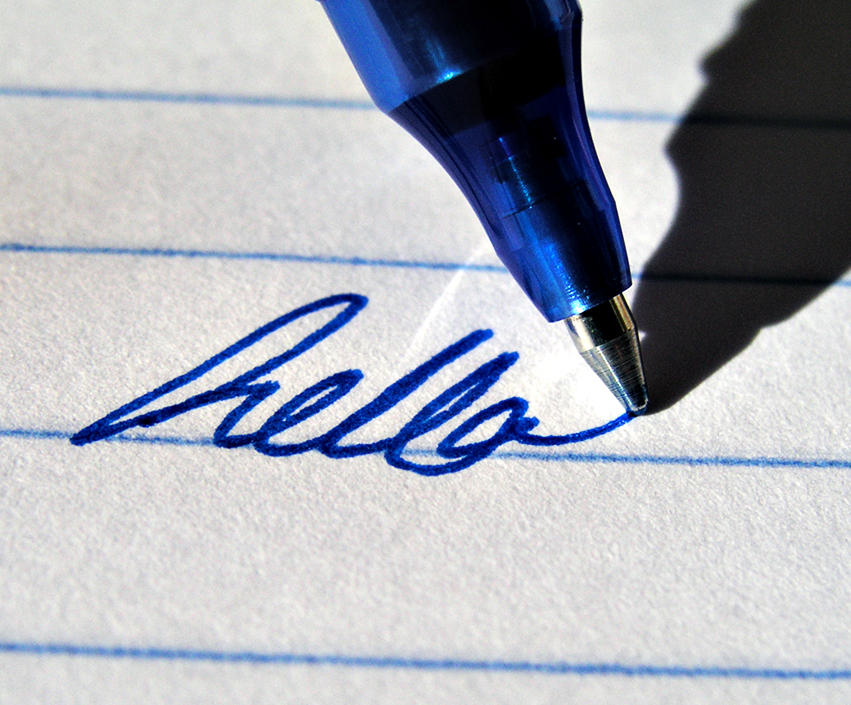
內裝膠狀墨水的中性筆

中性筆（又稱：牛奶筆、宝珠笔、签字笔、啫喱笔、滑珠筆、滾珠筆或走珠筆；英語：Roller ball pens或Gel pen）是一種使用滾珠原理的筆，書寫原理與原子筆相似。但筆芯內裝水性或膠狀墨水，而不是原子筆使用的油性墨水。中性筆的特色在於墨水較不黏稠，很容易附著在紙張上，擁有較好的書寫品質。
中性筆囊括了原子筆方便使用的優點以及鋼筆其墨水的柔順度，因為仍然屬於廣義的原子筆，所以造成原子筆取代墨水筆的長期趨勢了。

## 種類

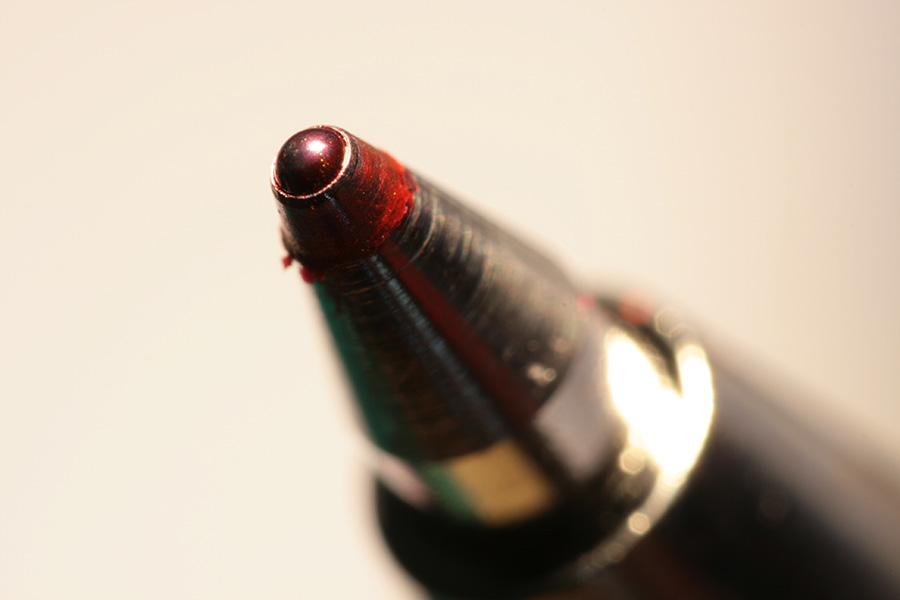

中性筆的種類有二：一為水性墨水，另一為膠狀墨水。
七十年代诞生于美國派克的水性墨的寶珠筆(走球筆)，随后在全球迅速普及，並且在起初只有使用墨水筆相似的筆桿和筆帽所以制作精美，而逐漸取代墨水筆在傳統的高貴有品味的筆角色，缺點是為了防止水性墨揮發，所以筆芯一般採用金屬殼和全封閉的設計，而較膠質的原子筆芯或墨水筆的墨水芯昂貴。所以使用全塑料筆桿和筆帽的平價筆型，通常索性預存在筆桿，一次性地貯滿較筆芯更多的墨，而不能更換的筆芯則用完即丟，但是浪費相對壽命較長的筆尖。直到最近才有廠家直接使用同樣全封密的墨水筆用的墨水芯，當自己的新款寶珠筆的替芯，可以像鋼筆一樣在補充墨水的同時保存筆尖。
及後日本的櫻花文具在八十年代推出了喱哩筆，使用膠狀墨水也是現在俗稱中性筆的本來意思。因為色彩鮮艷見稱常被用作硬筆書法和繪畫，而其流出和蒸發速度介乎於於寶珠筆(或墨水筆)的水性墨和原子筆的專用油性墨中間，所以筆芯壽命較長和方便寫較小的字，更一般可以更換筆芯，供有必要大量手寫文字的學校和辦公室使用而廣受到歡迎。而部分高級的文具廠如派克，提供了在傳統的高級原子筆或水性寶珠筆的筆桿中，直接更換使用的喱哩筆芯而一筆兩用甚至三用，而鮮見先開發成高級的喱哩筆再發展使用其筆桿的同系列原子筆或寶珠筆。
水性墨的中性筆俗稱水筆，直接使用鋼筆的墨水，是最流利的墨水，擁有媲美墨水筆的書寫優美和順暢。也像墨水筆一般易滲穿過薄的紙，又不能在某些紙上寫字。但因為筆嘴仍然是圓珠筆的構造，所以不易漏墨。
膠狀墨水中性筆使用的是似果凍狀的墨水。書寫時，筆尖的圓珠會滾動，墨水就會被帶出來，附著在紙上。因為膠狀墨水定型快速，所以不像水性墨水那樣容易透入紙張纖維。使用膠狀墨水的中性筆時，使用者可以在紙的兩面書寫，但使用水性墨水時，因為墨水較稀，容易穿透紙張，使得紙張背面也沾滿字跡。
膠狀墨水通常含有顏料，而水性墨水含有染料。顏料在水中容易沉澱，故不適用於水性墨水。因為膠狀墨水具有黏稠性和支撐力，顏料不易沉澱，因此才大量運用在膠狀墨水中。比起染料，顏料（與繪畫時使用的顏料相同）較能產生較亮眼的顏色，因此膠狀墨水常被應用來生產多種亮顏色的中性筆。此外，有些膠狀墨水的筆會使用帶有金屬或亮粉質感的顏料，也會使用不透光的粉臘材質顏料，就算書寫在暗色的紙張上也能看見顏色；而水性墨水無法反射光線，在暗色紙張上書寫時會看不到任何顏色，因此只能寫在亮色的紙張上。（原理：水性墨水會滲透於紙張中且黏著於纖維上; 油性/膠狀墨水則在紙張表面上凝成表面較為平滑的薄膜, 因此色澤比水性墨水較光亮。）
而最新更有了所謂中油筆所用的墨接近原子筆多於墨水筆。

## 優劣

### 優點
- 書寫時，不需特別加壓來使筆跡清晰，所以握筆時不必費力。
- 就算沒有蓋上筆蓋，也不易漏水，進而污損衣物。
- 水溶性的顏料種類較多，所以顏色選擇比原子筆多
- 更换替芯简单，比钢笔容易買到芯 [註 1]
- 比起圆珠笔，不透墨，书写均匀。

### 缺陷
- 因為水性墨水不易乾，書寫時容易有污點。
- 墨水容易穿透紙張，最好使用較厚的紙張。而原子筆的油性墨水不易滲透進紙張纖維，可使用較薄紙張。
- 膠狀墨水比水性墨水較不具流動性，所以書寫時容易产生斷斷續續的情況。
- 因為水性墨水耗損較快，中性筆的使用時間通常比原子筆短。
- 中性筆的滾珠較原子筆的易跌損。

## 标准
国际标准化组织发表了一些原子笔和中性笔的标准：
- ISO 12756:1998 绘图与书写工具－原子笔和中性笔－语汇 （页面存档备份，存于）
- ISO 14145-1:1998 中性笔和替换笔芯－第一部分：一般用途 （页面存档备份，存于）
- ISO 14145-2:1998 中性笔和替换笔芯－第二部分：文件用途 （页面存档备份，存于）

## 備註
1. ↑  鋼筆也可以換芯。